# Aleksander Studniarski

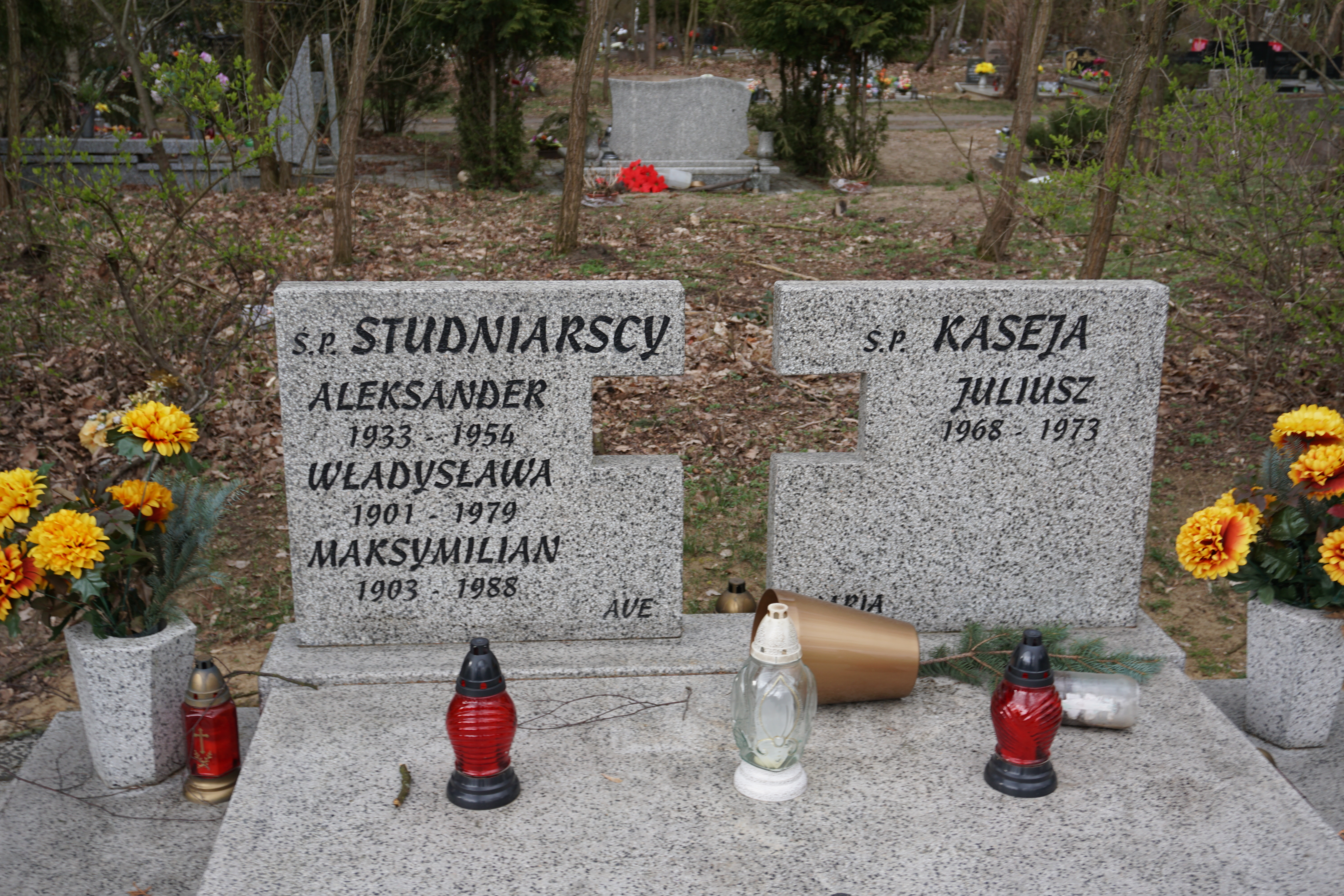
Grób Aleksandra Studniarskiego na cmentarzu Miłostowo w Poznaniu

Aleksander Studniarski ps. Lew (ur. 9 lub 21 czerwca 1933, zm. 27 lutego 1954 w Krakowie) – polski działacz polityczny, dowódca Krajowej Armii Wyzwoleńczej (młodzieżowej organizacji antykomunistycznej w Poznaniu) i więzień polityczny.

## Życiorys
Urodził się 9 lub 21 czerwca 1933 w rodzinie Maksymiliana Studniarskiego (1903–1988) i Władysławy (1901–1979).
Uczył się zawodu stolarza. 23 lutego 1952, w siódmą rocznicę zdobycia Poznania przez Armię Czerwoną w kilku miejscach miasta członkowie antykomunistycznej organizacji kierowanej przez „Lwa” namalowali napisy „Precz z komunizmem i propagandą Stalina”. Aleksander był autorem szablonu do napisu. Hasła szybko zamalowano, a stalinowscy śledczy rozpoczęli poszukiwania sprawców.
Na początku kwietnia 1952 razem z innych członkami Krajowej Armii Wyzwoleńczej został aresztowany przez funkcjonariuszy Urzędu Bezpieczeństwa. Jako przywódca organizacji, po brutalnym śledztwie, został skazany na osiem lat więzienia i wkrótce przewieziony do Progresywnego Więzienia dla Młodocianych w Jaworznie. Latem 1953 zachorował na nerki i trafił do szpitala więziennego przy więzieniu Montelupich w Krakowie. Wnioski o przerwę w wykonywaniu kary składane przez skazanego, jego rodziców, a nawet naczelnika więzienia do sądu w Poznaniu przechodziły długą biurokratyczną drogę, rozpatrywane były opieszale i ostatecznie – mimo pogarszającego się stanu zdrowia Aleksandra – były odrzucane. Podpułkownik Jan Radwański z poznańskiego sądu pozostał niewzruszony, doprowadzając tym samym do jego śmierci.
Zmarł 27 lutego 1954 w więzieniu w Krakowie mając niecałe dwadzieścia jeden lat. Został pochowany 5 marca 1954 na cmentarzu Miłostowo w Poznaniu (pole 7, kwatera 20).

## Twórczość
Aleksander Studniarski uchodził za autora słów ballady „W więziennym szpitalu” granej obecnie do muzyki The Animals – The House of the Rising Sun, lecz pierwowzór tej pieśni wywodzi się jeszcze z czasów zaborów, a Studniarski usłyszał ją prawdopodobnie od któregoś ze starszych więźniów i wykorzystując swój talent muzyczny przyczynił się do jej popularyzacji.

## Upamiętnienie
Jego siostra Izabela Kaseja z domu Studniarska w 2009 roku w Sądzie Okręgowym w Poznaniu rozpoczęła starania o sądową rehabilitację brata.
Komisja Ścigania Zbrodni przeciwko Narodowi Polskiemu w Poznaniu wszczęła śledztwo w sprawie znęcania się nad członkami poznańskiej Krajowej Armii Wyzwoleńczej.
W 2010 rada osiedla wydała publikację „Lew z Głównej”, której jest tytułowym bohaterem, mającą na celu przywrócić pamięć o nim wśród mieszkańców Poznania.
18 września 2010 w parku przy kościele pw. Najświętszej Maryi Panny Niepokalanie Poczętej przy ulicy Mariackiej odsłonięto upamiętniającą go tablicę z napisem: „Dowódca Krajowej Armii Wyzwoleńczej, świadomy przysięgi i obowiązków wobec Boga i Ojczyzny nieugięcie walczył o wolną i niepodległą Polskę oddając za nią własne młode życie w stalinowskim więzieniu. NIEZŁOMNEMU – by pamięć o nim nie zginęła”.